# Liverollespil
Liverollespil er en form for rollespil, hvor man klæder sig ud og bruger hele kroppen til at spille sin rolle og kæmper kampene fysisk i modsætning til bordrollespillet, hvor kampe typisk afgøres ved terningekast og rollens udseende og handlinger forestilles i hovedet. Liverollespil er således improviseret totalteater typisk uden andre tilskuere end rollespillerne selv.
Deltagerne i rollespil er i alle aldersgrupper, køn og baggrunde, men generelt at ungre rollespillere i overtal.

## Format
Et rollespilsarrangement kaldes et scenarie. Et scenarie kan vare fra timer til flere dage, døgnet rundt. Antallet af spillere kan variere fra et par stykker til flere hundreder.
En eller flere arrangører, de såkaldte GM'er (Game Mastere), eller spilmestre, finder på hvad scenariet skal handle om, og hvor det skal foregå. Et scenarie kan være alt fra en natklub i 30'ernes USA til en middelalderlandsby, til et fremtidsrollespil kaldet cyberpunk. I denne verden definerer spillerne så selv eller i samarbejde med arrangørerne en rolle. I middelalderbyen kunne det for eksempel være dronning, købmand, ridder, tyv eller tyende.
Disse roller knyttes så sammen med mål, konflikter, pligter og ansvar. Men når spillet går i gang, er der ingen der kommer og fortæller en, hvad man skal gøre. Det er en selv, der udvikler og lever sig ind i ens rolle og bestemmer, hvordan historien skal udvikle sig.
Typisk vil en rollespiller også komme i konflikter med andre spillere, hvilket faktisk tilskyndes, da det er det, der giver spillet og intrigerne, dog skal man huske på, at der kun er tale om et spil, det er folks fælles ansvar ikke at lade personlige konflikter spille ind. En god rollespiller kan separere virkeligheden fuldstændigt fra spillet.
Under spillet har en rollespiller pligter, der skal passes, det kan blandt andet være et lønarbejde, som for eksempel staldarbejde eller krovært. Det er rollespillerens egen udfordring at udvikle rollen og historien i løbet af spillet, for når spillet er startet er alle regler sat.
Under et livespil er en deltager også selv med til at sørge for at der kommer så meget spil i gang som muligt; Det kan være ved at fortælle rygter hvis man blot er en simpel bonde eller tyv, prøve at gøre skoven så usikker som muligt hvis man er en ork, eller prøve at finde lykken som skattejæger der må gå så stille med dørene som muligt, eller også som landevejrøveren der vandrer landets veje tynde i jagten på det perfekte offer at slå ned og stjæle fra, mens han/hun stadig skal passe på at en ridder ikke er i nærheden, der kunne finde på at blande sig, og gør livet surt for landevejsrøveren.

## Liverollespil i institutioner
Mange steder i Danmark er rollespil begyndt at blive integreret i skolefritidsordninger. Folkeskoler ansætter ældre rollespillere som et undervisningstilbud til de interesserede unge.
Også på efterskolerne har rollespil gjort sit indtog. Blandt andet har Brejning Efterskole haft rollespil på skemaet de sidste par år. Undervisningen inkluderer karakteropbygning, kamp- og sikkerhedsundervisning og våbenkonstruktion, men inkluderer også andre former for rollespil, bl.a. rolle- og strategi brætspillet Warhammer og et utal af forskellige bog-rollespil.
I august 2006 åbnede landets første deciderede rollespilsefterskole, Østerskov Efterskole, i Hobro i Nordjylland, hvor rollespil er en del af selve undervisningen. Siden er Efterskolen Epos åbnet i 2015, som også tilbyder rollespil til eleverne.
Den danske rollespiller Claus Raasted har stået bag en lang række rollespilscenarier i forskellige tidsperiode i både Danmark og udlandet.

## Conquest of Mythodea
Verdens største begivenhed for rollespil foregår i Tyskland med op til 12000 rollespillere, som samles fra hele verden. Denne begivenhed finder sted hvert år under navnet Conquest of Mythodea.